# Parque Alcosa
Parque Alcosa es un barrio de Sevilla (España) situado en el sector oriental de la ciudad, en el distrito Este-Alcosa-Torreblanca, cuenta con una población de 23.185 habitantes. Se comenzó a construir en  1969 y fue inaugurado oficialmente el 14 de julio de 1970. Los terrenos sobre los que se asienta se encuentran muy próximos al Aeropuerto de Sevilla y eran anteriormente una dehesa de encinas y olivos dedicada a ganadería de toros bravos, propiedad de la familia de Ildefonso Marañón Lavín. En sus proximidades se han encontrado los restos de una villa romana de 2.000 años de antigüedad.

## Etimología del topónimo
El nombre proviene de las siglas de la sociedad anónima creado en la década de 1970 por el promotor inmobiliario Alfredo Corral Cervera. Está formado por las dos primeras letras de su nombre y primer apellido más las iniciales SA. Este empresario llevó a cabo la construcción de numerosas viviendas en varios puntos de España, por lo que existe otro barrio situado en la localidad de Alfafar (Valencia) que tiene el mismo nombre, aunque su denominación oficial es Barrio Orba.

## Transporte público
Autobuses de transporte urbano de Sevilla.
| Línea | Trayecto                                 |
| ----- | ---------------------------------------- |
| B4    | Torreblanca - Parque Alcosa - Gran Plaza |
| 28    | Parque Alcosa - Prado San Sebastián      |

Parada de Taxis en calle Ciudad de Liria, 2

## Urbanismo
Tiene su origen en una promoción de 7000 viviendas de protección oficial construida entre 1969 y 1972. Posteriormente se fueron construyendo nuevas promociones, todas ellas de protección oficial, hasta las 10640 viviendas con las que contaba la barriada antes del año 2000. A partir de esa fecha se construyen nuevas promociones, tanto de promoción oficial como de renta libre. 
El diseño de la primera fase se rige por una estructura de calles anchas, zonas ajardinadas y espacios dedicados a aparcamientos. Los edificios se comercializaron como de tres plantas con entreplantas, lo que supone en la realidad que son bloques de seis plantas, bajo más cinco plantas más, todas ellas con vivienda. Esta primera fase lleva los nombres de localidades de la Comunidad Valenciana, haciendo honor al origen del constructor, al igual que la Parroquia que recibe el nombre de Nuestra Señora de los Desamparados. 
Posteriormente se edifican plazas con bloques de tres y once plantas, también con zonas ajardinadas y espacio para aparcamientos en superficie. La primera de ella recibe el nombre de Plaza de Oriente y posteriormente se construyen otras que reciben el nombre de plazas famosas de otras ciudades españolas. Todas ellas se caracterízan por tener el mismo tipo de construcción pero cada una de ella posee un color diferente en su revestimiento.

## Centros educativos
- Centros de Educación Infantil: 
Primer Ciclo: 
- Centro de Educación Infantil Cuentacuentos.
- Centro de Educación Infantil LA, LA, LA
- Centro de Educación Infantil LA, LA, LA 2
- Centro de Educación Infantil Mari Carmen
- Centro de Educación Infantil Mundo Mágico
- Centro de Educación Infantil Sol-Este
- Centro Docente Privado El Corazón de Jesús. Enseñanza concertada. Centro adscrito al Centro Docente Privado Lope de Vega (1º de Educación Primaria 100%)
- Escuela Infantil Adelfa

Segundo ciclo
- Centro Docente Privado Lope de Vega. Enseñanza concertada. Bilingüe Español - Inglés.
- Centro Docente Privado San José de Cluny. Enseñanza concertada. Centro adscrito al Centro Docente Privado Lope de Vega (1º de Educación Primaria 100%)
- CEIP Arrayanes. Centro adscrito 1º ESO con IES Pablo Picasso (100%)
- CEIP Concepción de Estevarena. Antes Colegio Público Joaquín Benjumea Burín. Centro adscrito 1º ESO con IES María Moliner (100%)
- CEIP Lope de Rueda.(En este colegio estudió Paco León)Centro adscrito con IES María Moliner (50%) e IES Pablo Picasso (50%).

- Centros de Educación Primaria: 
- CEIP Arrayanes. Centro adscrito 1º ESO con IES Pablo Picasso (100%)
- CEIP Concepción de Estevarena. Antes Colegio Público Joaquín Benjumea Burín. Centro adscrito 1º ESO con IES María Moliner (100%)
- Centro Docente Privado Lope de Vega. Enseñanza concertada. Bilingüe Español - Inglés.
- CEIP Lope de Rueda.(En este colegio estudió Paco León)Centro adscrito con IES María Moliner (50%) e IES Pablo Picasso (50%).

- Centros de Educación Secundaria: 
ESO: 
- Instituto de Educación Secundaria María Moliner, antes Colegio Público Romero de la Quintana.

Adscripciones: recibe alumnos de CEIP Concepción de Estevarena (100%) y CEIP Lope de Rueda (50%); Envía alumnos a IES      Pablo Picasso 1º Bachillerato (100%). 
- Centro Docente Privado Lope de Vega. Enseñanza concertada. Bilingüe Español - Inglés.
- Instituto de Educación Secundaria Pablo Picasso- Adscripciones: recibe alumnos de 1º de ESO CEIP Lope de Rueda (50%). 1º de ESO CEIP Arrayanes (100%) y 1º bachillerato IES María Moliner (100%).

FP: 
- Instituto de Educación Secundaria Pablo Picasso- Adscripciones: recibe alumnos de 1º de ESO CEIP Lope de Rueda (50%). 1º de ESO CEIP Arrayanes (100%) y 1º bachillerato IES María Moliner (100%):

Oferta educativa: 
Formación Profesional Básica: Tapicería y Cortinaje. 
Formación Profesional Inicial de Grado Medio: Instalaciones frigoríficas y de climatización. Gestión Administrativa y Confección y moda. 
Formación Profesional de Grado Superior: Patronaje y Moda, Administración y finanzas e Integración Social. 
- Instituto Tecnológico Superior ADA

Formación Profesional Básica: Mantenimiento de vehículos.
Formación Profesional Inicial de Grado Medio: Electrónica de vehículos. Técnico de Instalaciones de Telecomunicaciones y Técnico sistemas microinformáticos y redes. 
Formación Profesional de Grado Superior: Mantenimiento aeromecánico, Mantenimiento aviónico y Desarrollo de aplicaciones Web e interactivas. 
BACHILLERATO: 
- Instituto de Educación Secundaria Pablo Picasso- Adscripciones: recibe alumnos de 1º de ESO CEIP Lope de Rueda (50%). 1º de ESO CEIP Arrayanes (100%) y 1º bachillerato IES María Moliner (100%).

Bachillerato Ciencias y Humanidades y Ciencias Sociales. 
- Centros de Educación Especial: 
- Centro Docente Privado Lope de Vega. Enseñanza concertada. Bilingüe Español - Inglés.
- CEIP Arrayanes. Centro adscrito 1º ESO con IES Pablo Picasso (100%)
- CEIP Concepción de Estevarena. Antes Colegio Público Joaquín Benjumea Burín. Centro adscrito 1º ESO con IES María Moliner (100%)
- CEIP Lope de Rueda.(En este colegio estudió Paco León)Centro adscrito con IES María Moliner (50%) e IES Pablo Picasso (50%)
- Instituto de Educación Secundaria Pablo Picasso- Adscripciones: recibe alumnos de 1º de ESO CEIP Lope de Rueda (50%). 1º de ESO CEIP Arrayanes (100%) y 1º bachillerato IES María Moliner (100%).

Bachillerato Ciencias y Humanidades y Ciencias Sociales. 
- Centro de Educación de Adultos: 
CEP Manolo Collado

## Centros deportivos
- Centro Deportivo Alcosa. Pertenece al Instituto Municipal de Deportes y posee piscina cubierta y pista polideportiva.[5]

## Zonas verdes
Parque Tamarguillo. Cuenta con una superficie de más de 90 hectáreas y fue inaugurado en el año 2011. Se trata de un parque periurbano situado en la antigua cabecera del arroyo Tamarguillo. Posee varias lagunas y está poblado de árboles de diferentes especies, entre las que destacan encinas, olivos, algarrobos y eucalyptus camaldulensis.

## Biblioteca
La biblioteca pública del barrio se encuentra situada en el Centro Cívico, forma parte de la red municipal de bibliotecas y dispone de más de 10.000 títulos.

## Centro de Salud
El centro de salud de Parque Alcosa se llama Mercedes Navarro en honor a la cooperante española de Medicus Mundi que fue asesinada en Bosnia en el año 1995 mientras participaba en proyectos de ayuda humanitaria.

## Procesiones religiosas y otras denominaciones cristianas
- Procesiona anualmente por las calles del barrio la Hermandad del Divino Perdón  barrio en la tarde del Sábado de Pasión.[9]
- En el mes de mayo procesiona la patrona del barrio y la Virgen más antigua de todo el distrito junto a su hermandad, la Hermandad de Nuestra Señora de los Desamparados, hermandad de gloria que fue fundada en el año 1970.[10]
- procesión del Santísimo Sacramento del altar durante la celebración del Corpus Christi

## Problemática
Uno de los grandes problemas de Parque Alcosa es la mala conservación de muchos bloques de viviendas, porque se asientan sobre  terrenos compuestos de arcillas expansivas y han sufrido un gran deterioro con el paso del tiempo. Muchos edificios han debido ser rehabilitados gracias a un convenio establecido entre la Junta de Andalucía, el Ayuntamiento de Sevilla y las comunidades de vecinos.

## Curiosidades
Una de las plazas del barrio se llama Plaza de Encina del Rey, en recuerdo del Rey Alfonso XIII que el día 15 de marzo de 1910 se detuvo en aquel lugar a la sombra de una encina para realizar un descanso. Esta circunstancia es recordada con una placa conmemorativa.

## Celebridades
Entre otras figuras actuales que han nacido y crecido en esta barriada, destacan el actor Paco León o el músico Andrés Herrera "El Pájaro".
En 1974 el futbolista gambiano del Sevilla Fútbol Club, Biri Biri, se convertiría en la cara de la barriada de Parque Alcosa. El famoso deportista que daría nombre a los ultras del equipo hispalense, promocionaría en cartelería y medios de comunicación la compra de pisos del por entonces recién inaugurado barrio.